# Erosaria ostergaardi
Erosaria ostergaardi is een slakkensoort uit de familie van de Cypraeidae. De wetenschappelijke naam van de soort is voor het eerst geldig gepubliceerd in 1921 door Dall.